# 1967 en Palestine
Chronologie de la Palestine
- 1963
- 1964
- 1965
- 1966
- 1967
- 1968
- 1969
- 1970
- 1971

Cette page concerne les évènements survenus en 1967 en Palestine :

## Évènements
- Occupation de la bande de Gaza par l'Égypte (de 1959 à 1967).
- Depuis 1967, Israël occupe la bande de Gaza et la Cisjordanie[1].
- 5 au 10 juin : Guerre des Six Jours : Israël envahit la Cisjordanie, la bande de Gaza et Jérusalem-Est. Israël lance son plan de colonisation et annexe la Cisjordanie et Jérusalem-Est (Territoires palestiniens occupés).
- Fin de l'Annexion de la Cisjordanie par le royaume de Jordanie (en) (avec Jérusalem-Est).
- Fin de l'occupation de la bande de Gaza par l'Égypte.
  - Exode palestinien de 1967 : migration massive des Palestiniens en raison de leur fuite ou expulsion des territoires envahis. Elle donne lieu, chaque année, au jour de la Naksa.
- 29 août-3 septembre : Sommet de la Ligue arabe au Soudan.
  - 1er septembre : Résolution de Khartoum : défense des droits du peuple palestinien, pas de paix avec Israël, pas de reconnaissance d'Israël, pas de négociation avec Israël.
- 22 novembre : Résolution 242 du Conseil de sécurité des Nations unies

## Créations

### Groupes de résistance armée
- Brigades d'Abou Ali Moustapha
- Front de lutte populaire palestinien
- Front populaire de libération de la Palestine

### Autre
- Stade de la Palestine (en) (Gaza)

## Fermetures - Destructions
- Falastin (en), quotidien palestinien.
- Gaza Weekly Newspaper (en), journal.
- Conseil législatif palestinien (bande de Gaza) (en)
- Beit Nouba, Amwas et Yalo (en), villages de Palestine rasés par Israël.

## Naissances
- Ismail Nashif (ar), anthropologue et critique d'art palestinien.
- Maysūn ʻAwdah (ar), entrepreneur palestinien.